# Kenny Morgans
Pour les articles homonymes, voir Morgans.
Kenny Morgans (né le 16 mars 1939 à Swansea et mort dans la même ville le 18 novembre 2012) est un footballeur gallois.

## Biographie
Formé à Manchester United, Kenny Morgans débute en championnat d'Angleterre contre Leicester City en 1957. Le 6 février 1958, le Vol 609 British European Airways qui transporte les Red Devils, s'écrase à Munich, Kenny Morgans fait partie des sept joueurs survivants. 
En 1961, il quitte Manchester United pour rejoindre pour trois saisons Swansea City, avant de partir pour le club de Newport County, où il met fin à sa carrière en 1967.
Il meurt le 18 novembre 2012, à l'âge de 73 ans.

## Palmarès
- Manchester United
  - Championnat d'Angleterre de football
    - Vainqueur : 1956 et 1957

  - Charity Shield
    - Vainqueur : 1956 et 1957 (en)